# Martin Baturina
Martin Baturina (* 16. Februar 2003 in Split) ist ein kroatischer Fußballspieler, der derzeit bei Como 1907 spielt. Er kann im zentralen und offensiven Mittelfeld eingesetzt werden.

## Karriere

### Verein
Martin Baturina spielte als Jugendspieler für Hajduk Split und RNK Split, bevor er sich 2017 dem kroatischen Rekordmeister Dinamo Zagreb anschloss. Hier wurde er in der Saison 2020/21 erstmals in die erste Mannschaft befördert. Sein Debüt in der 1. HNL gab Baturina am 16. Mai 2021 in einem 3:0-Auswärtssieg bei HNK Gorica. Seit erstes Tor für Dinamo erzielte er in der darauffolgenden Saison bei einem Heimspiel gegen HNK Šibenik am 5. März 2022, als er zum 3:0-Endstand traf.
Im Sommer 2025 wechselte er zu Como 1907.

### Nationalmannschaft
Baturina war Jugendnationalspieler Kroatiens und kam für die U-16 und die U-21 Nationalmannschaften des Landes zum Einsatz. Er gab sein Debüt für Kroatiens A-Nationalmannschaft am 18. November 2023 bei einem 2:0-Auswärtssieg gegen Lettland in der EM-Qualifikation.

## Erfolge
Dinamo Zagreb
- 1. HNL: 2020/21, 2021/22